# Pokémon Black 2 en White 2
Pokémon Black Version 2 en Pokémon White Version 2  zijn computerspellen uit de Pokémon-franchise die zijn ontwikkeld door Game Freak en gepubliceerd door Nintendo en The Pokémon Company voor de Nintendo DS in 2012. De spellen zijn de directe vervolgen op Pokémon Black en White en zijn de eerste sequels in de Pokémonserie.
Black 2 en White 2 volgt de reis van een Pokémon-trainer om Pokémon-kampioen van Unova te worden, twee jaar na de gebeurtenissen in Black en White. Na de gebeurtenissen van zijn voorgangers, is de criminele organisatie Team Plasma teruggekomen als Neo Team Plasma. De speler moet hun plannen gedurende het hele verhaal dwarsbomen, zodat ze de wereld niet kunnen regeren. De games bevatten ook nieuwe functies zoals het Key System, Hidden Grottoes, nieuwe steden en nieuw beschikbare Pokémon. Net als bij andere Pokémon-spellen uit de kernserie moeten spelers tussen versies wisselen om de Pokédex te voltooien.
Black 2 en White 2 ontvingen over het algemeen positieve recensies van critici en werden geprezen om zijn nieuwe functies en veranderingen ten opzichte van het origineel, maar werden bekritiseerd vanwege het gebrek aan innovatie.